# فرانسیسک تسیه
فرانسیسک تسیه (فرانسوی: Francisque Teyssier‎؛ زادهٔ ۲ ژانویهٔ ۱۹۶۹ ‏(۵۶ سال)) دوچرخه‌سوار اهل فرانسه است.